# ساراتيلا
بلدية ساراتيلا (بالإسبانية: Sarratella)‏، هي إحدى بلديات مقاطعة كاستيلون التي تقع في منطقة بلنسية، في شرق إسبانيا.
يبلغ عدد سكانها 93 نسمة وفقاً لإحصائية سنة (2006).